# Seed AI
Seed AI (engl. für „KI - Saat(korn)“) ist eine von Eliezer Yudkowsky entwickelte Theorie über eine selbstlernende künstliche Intelligenz (KI), welche sich durch Rekursion selbst verbessert und erweitert. In der Futurologie wird die Ansicht vertreten, dass Seed AI zu einem Status führen kann, in dem die technische Entwicklung so schnell abläuft, dass ihr ein (durchschnittlich intelligenter) Mensch nicht mehr folgen kann.

## Eigenschaften
Die KI muss laut der Theorie dazu fähig sein, den eigenen Programmcode so anzupassen und zu verbessern, dass die nächste Generation weitere Verbesserungen vornehmen kann, welche den vorherigen Versionen unmöglich gewesen wären. Das „Samenkorn“ wird sozusagen von der ersten Generation gesät, die darauffolgende erntet die Früchte, um diese erneut zu verbessern und neu einzupflanzen. Dieser Zyklus wird so lange fortgesetzt, bis irgendwann die menschliche Intelligenz erreicht und im nächsten Zyklus überflügelt wird.

## Vorläufer
Eine stark vereinfachte Form dieser Intelligenz stellen heutige Programmier-Compiler dar. Diese optimieren den eigenen Programmcode hinsichtlich Effizienz und Geschwindigkeit, doch reicht diese Art der Verbesserung bei weitem nicht aus, um die unbegrenzt rekursive Selbstverbesserung einer Seed AI zu verwirklichen. Die bisherigen Compiler untersuchen zwar ihren eigenen Code und verbessern diesen, aber dies immer nur einmalig und nicht rekursiv. Die so entstehenden Compiler arbeiten zwar schneller, aber nicht besser als die Vorgänger. Hier endet die bisherige Entwicklung, die neue Version entdeckt niemals neue Optimierungsmethoden oder kann ihren eigenen Programmcode verbessern. Eine richtige Seed AI muss den Anwendungszweck und die Gestaltung des eigenen Programmcodes verstehen, um eine weitere Generation mit verbesserter Intelligenz zu erstellen.
Diese selbstoptimierende künstliche Intelligenz existiert zurzeit noch nicht, doch haben sich einige Forschungsgruppen dem Ziel der Erschaffung von Seed AI verschrieben. Die Singularity Institute for Artificial Intelligence oder Artificial General Intelligence Research Institute sind die bekanntesten unter diesen.